# St. Crucis (Wölfis)

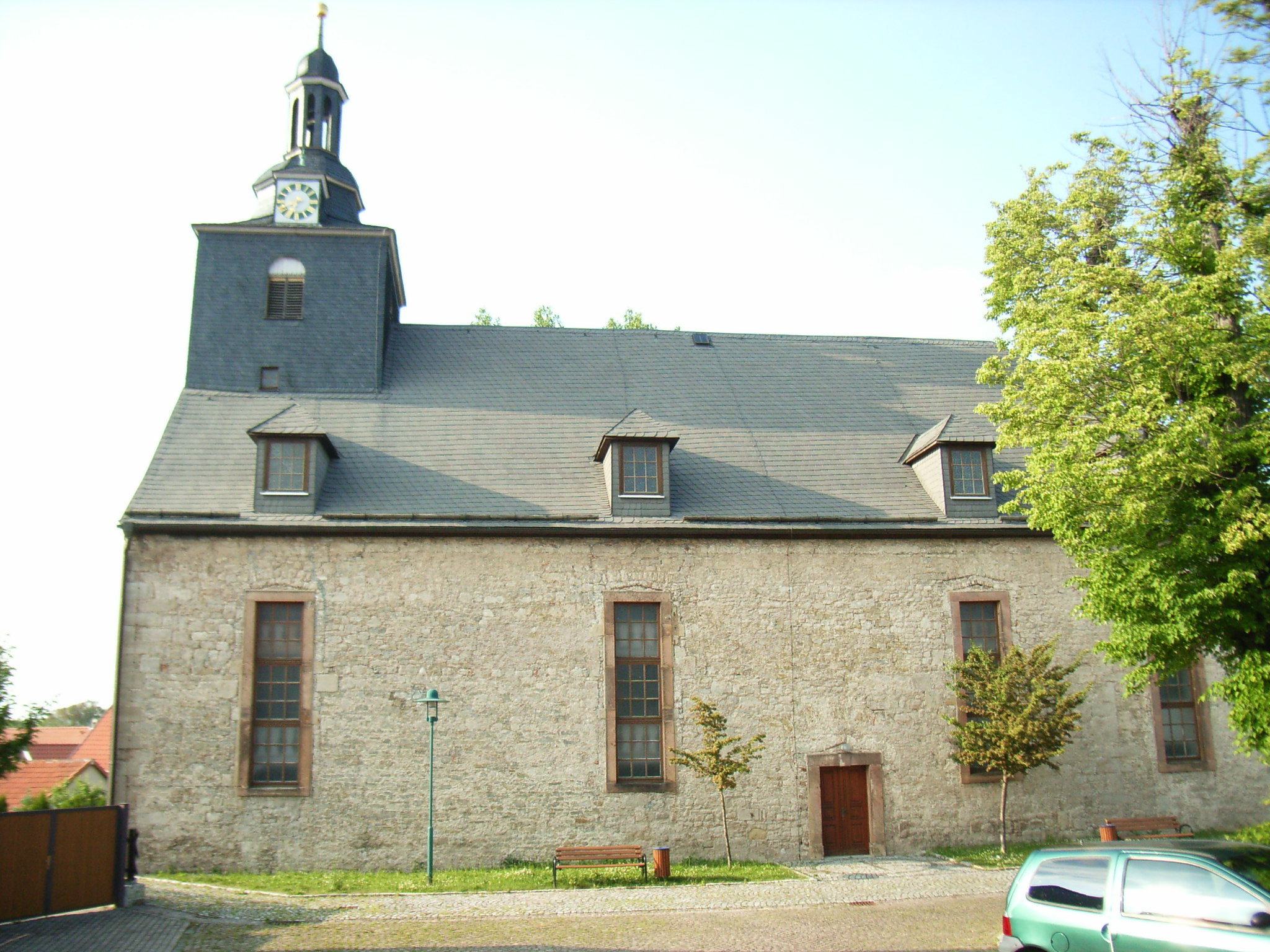
Die Kirche St. Crucis in Wölfis

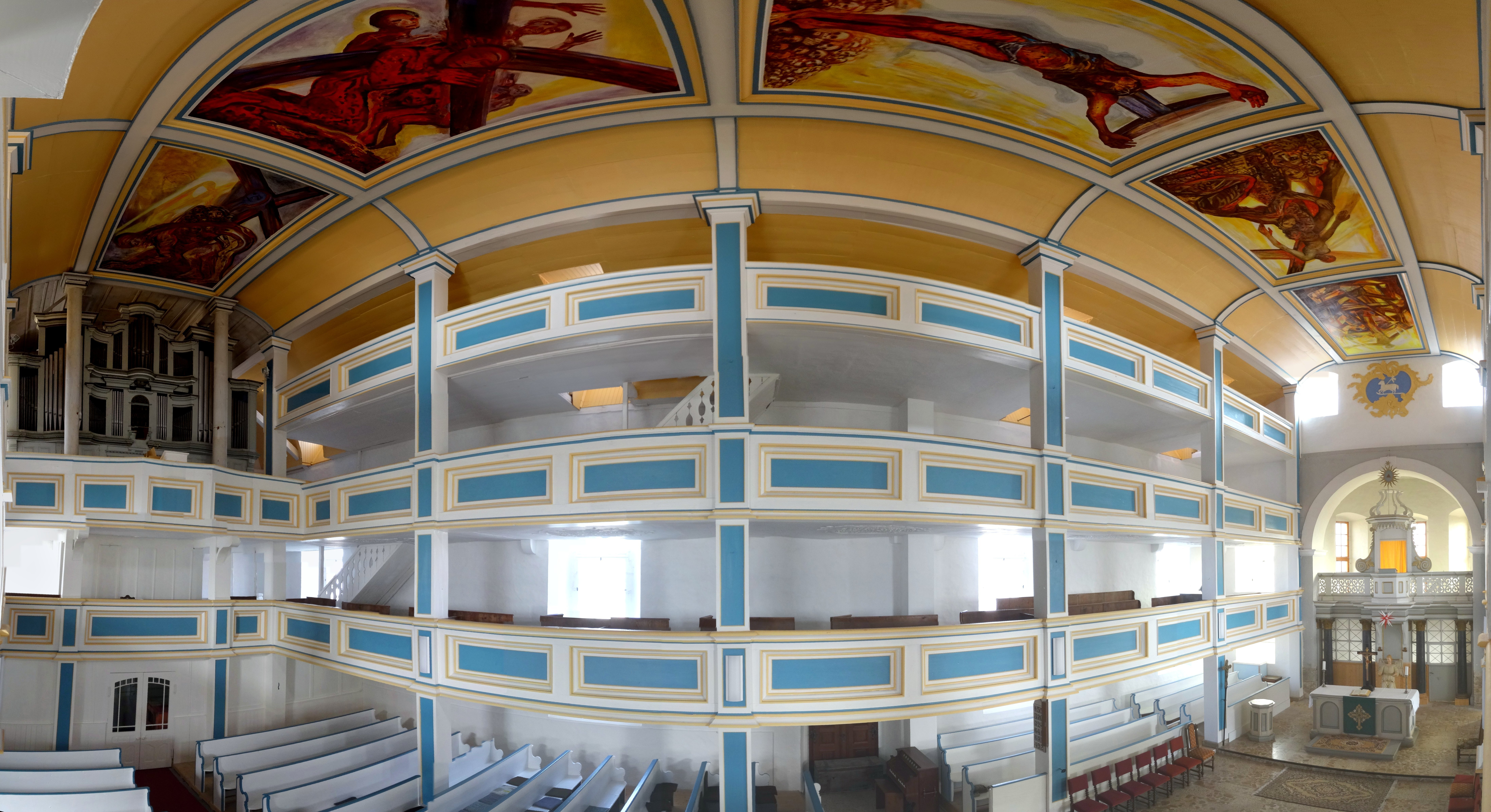
Innenraum-Panorama St. Crucis

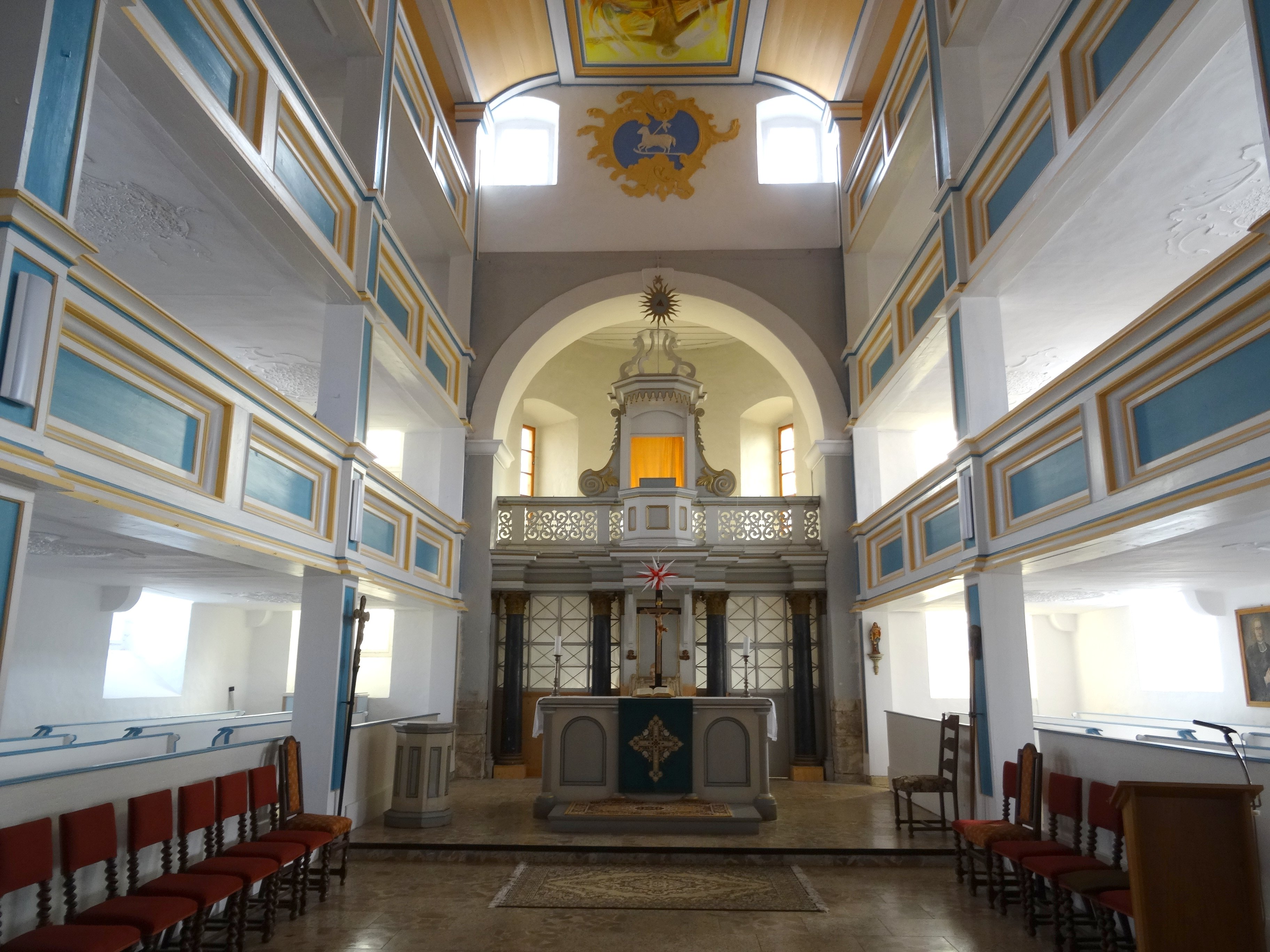
Kanzelaltar St. Crucis

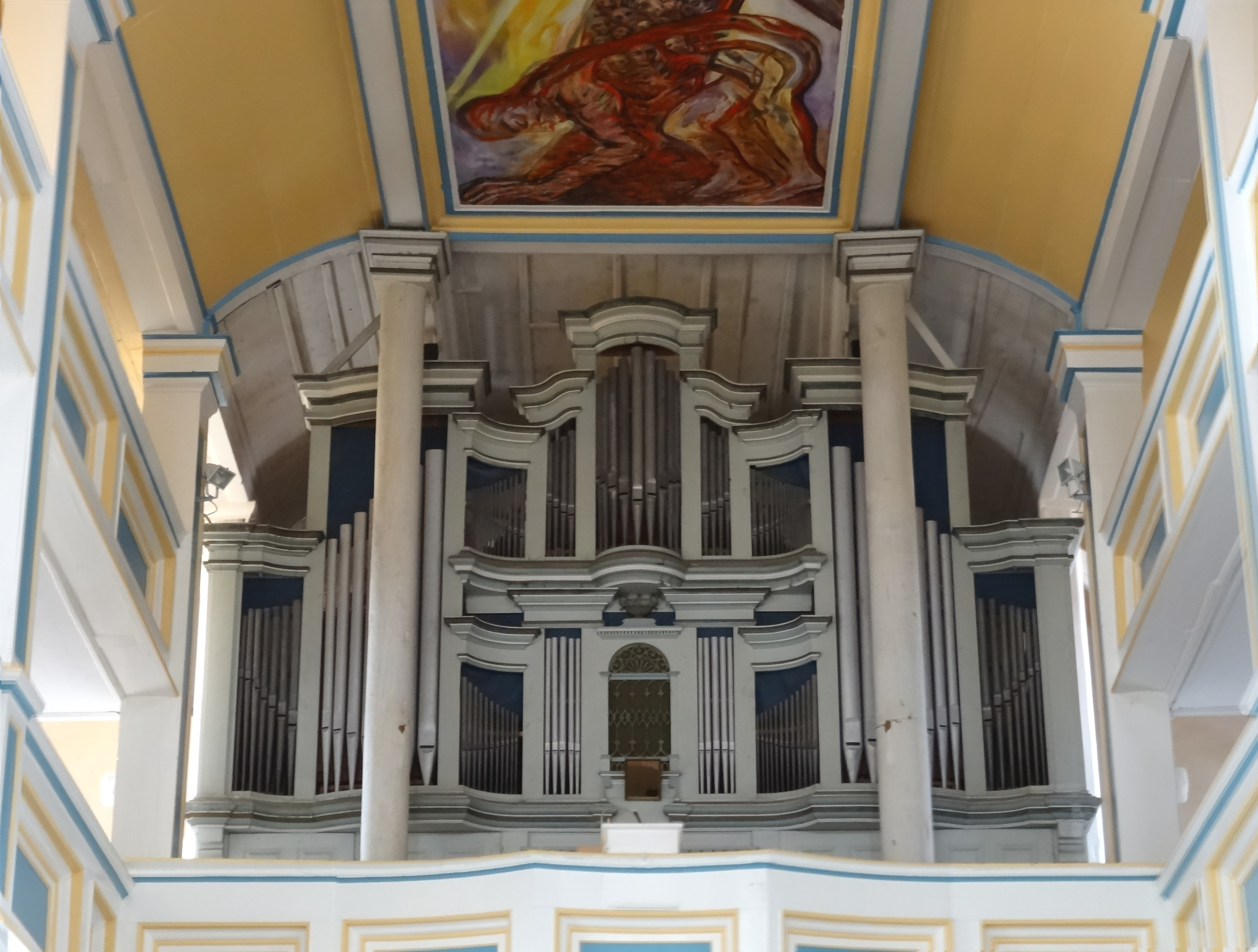
Prospekt der Ratzmann-Orgel von St. Crucis

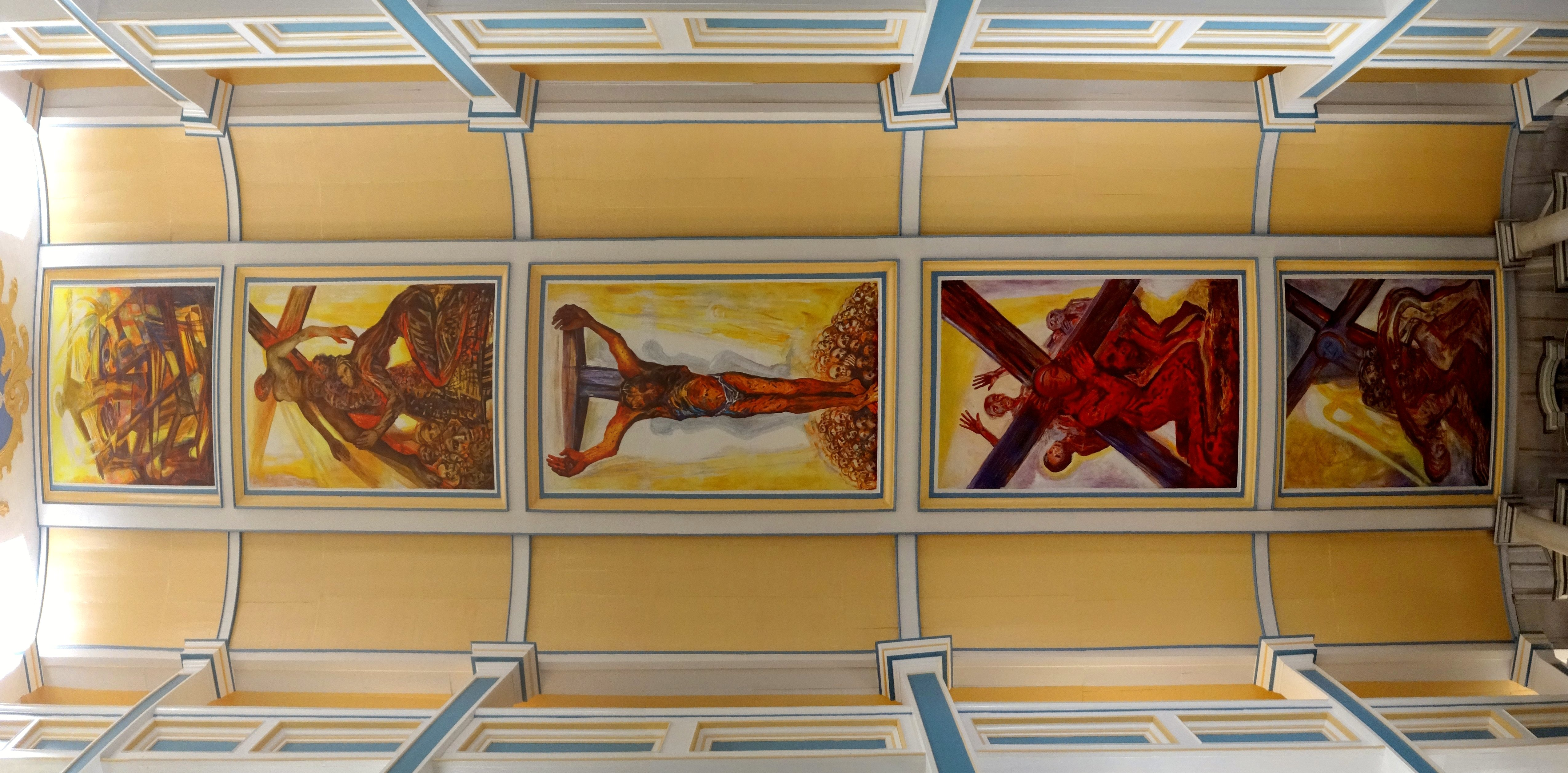
Deckengemälde St. Crucis

Die Kirche St. Crucis ist die evangelische Dorfkirche vom Wölfis, einem Ortsteil von Ohrdruf, im Landkreis Gotha in Thüringen.

## Geschichte
Ein erster Klosterhof zu Wölfis wurde am 13. März 779 in einem Diplom Karls des Großen erwähnt. Der Ursprungsbau des Klosterhofs war eine Kirche, die 1185 erstmals im Besitz des Klosters von Herrenbreitungen erwähnt wurde. Diese St.-Bonifatius-Kirche wurde 1701/1702 durch einen Neubau ersetzt, der am 20. Januar 1735 einem Großfeuer, welches die Kirche nebst Pfarrwohnung, beide Schulgebäude und weitere 199 Gebäude in Schutt und Asche legte, zum Opfer fiel. Auch die kirchlichen Urkunden wurden ein Raub der Flammen.
Unter Verwendung von Spenden konnte eine neue Kirche gebaut werden, deren Bau der herzogliche Oberbaumeister Johann Erhard Straßburger beaufsichtigte. Der Baubeginn war am 15. Juni 1735, die Einweihung am 16. Oktober 1736. Die Arbeiten an der mit Stuckaturen reich verzierten Decke zogen sich bis 1773 hin.

## Kirchgemeinde
Zur Kirche gehörten ehemals die Pfarrfilialen Tambuchshof, östlich des Ortes gelegen mit Land- und Waldeigentum und Heerda, unterhalb des Hühnerbergs, welche beides heute noch Flurbezeichnungen im Truppenübungsplatz Ohrdruf sind.
St. Crucis ist heute selbst Filialkirche des Pfarramtes Crawinkel im Kirchenkreis Waltershausen-Ohrdruf der Evangelischen Kirche in Mitteldeutschland.

## Architektur und Ausstattung
Das Gebäude misst 29,1 × 12 m. Es besitzt drei Emporen und einen Kanzelaltar im Rokokostil in der Apsis. Die Orgel schuf der Ohrdrufer Orgelbauer Georg Franz Ratzmann im Jahr 1819. Sie ist die Nachfolgerin einer Thielemann-Orgel, die von Thielemanns Gesellen Johann Stephan Schmaltz vollendet wurde.
Das Deckengemälde der Kirche wurde 2008 von dem Maler Gert Weber geschaffen. Es stellt den Kreuzweg Jesu dar.